# Públio Servílio Vácia Isáurico (cônsul em 48 a.C.)
Públio Servílio Vácia Isáurico (em latim: Publius Servilius Vatia Isauricus) foi um político da gente Servília da República Romana eleito cônsul por duas vezes, em 48 e 41 a.C. com Júlio César (o "ditador perpétuo") e Lúcio Antônio respectivamente. Era filho de Públio Servílio Vácio Isáurico, cônsul em 79 a.C.. Era aliado e grande amigo de César.

## Carreira

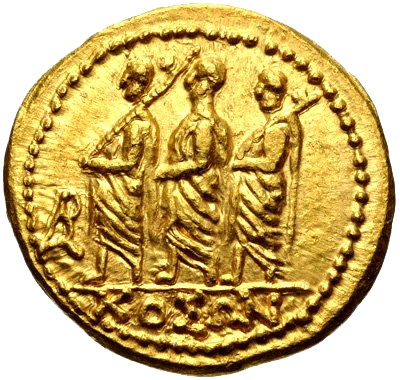
Cônsul romano seguido por seus lictores.

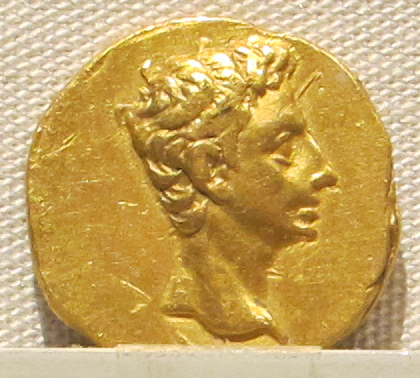
O jovem Otaviano, herdeiro de César e futuro imperador Augusto.

Durante a sua juventude, tinha como modelo de vida Catão e Cícero o coloca como partidário dos optimates. Em 54 a.C., Isáurico foi eleito pretor e, durante seu mandato, opôs-se à proposta de conceder um triunfo a Caio Pontino. Quanto irrompeu a guerra civil, desertou o partido aristocrático, liderado por Pompeu, e uniu-se a César. Foi colega de César como cônsul em 48 a.C. e, quando ele partiu de Roma para lutar contra Pompeu na Grécia, Isáurico comandou a República.

## Primeiro consulado (48 a.C.)
Vácia Isáurico tornou-se uma figura muito polêmica depois que César seguiu para a Grécia para lutar contra Pompeu. Isáurico e Caio Trebônio foram os principais responsáveis pela falência total da economia romana e o líder populista Marco Célio Rufo liderou uma revolta contra o regime ainda no mesmo ano, que foi duramente sufocada.
Em março, Célio, que era um pretor peregrino, tentou aprovar um perdão total das dívidas. A aristocracia romana começou a sentir a pressão do povo, muito endividado, e um exemplo famoso foi a esposa de Cícero, Terência, que foi obrigada a vender a maior parte de suas joias para pagá-las. Célio não tinha competência alguma para legislar sobre o assunto, uma vez que sua magistratura só lhe dava poderes sobre os estrangeiros em Roma. Trebônio era o responsável. Célio então montou um tribunal de cancelamento de dívidas, mesmo tendo sido advertido por Trebônio e Vácia Isáurico. Este, depois de saber da notícia, imediatamente foi enfrentar o magistrado rebelde seguido de seus doze lictores, próprios de seu imperium proconsular, todos levando suas fasces. Depois de um acalorado debate no tribunal de Célio, Vácia Isáurico tomou uma delas e destruiu a cadeira de madeira (cadeira curul) própria do posto de Célio. Os dois chegaram a brigar, mas a população presente cercou Isáurico e seus lictores tiveram que protegê-lo para que não fosse morto.
Ele então iniciou uma campanha para desacreditar Célio em maio do mesmo ano, quando este voltou ao Fórum Romano para pedir o cancelamento das dívidas, sem se importar com as consequências. Acredita-se que as demandas de Célio foram motivadas pelas ameaças que Vácio havia lhe feito de que o prenderia. Quando Vácia conseguiu suas tropas, que vinham da Gália para ajudar César na luta contra Pompeu, ele não hesitou em utilizá-las. O exército lutou através do Fórum Romano e, quando os legionários tentaram capturar Célio, a população se revoltou. Foi a primeira vez que o povo romano atacou um exército romano dentro de Roma.
Célio zombou de Vácia Isáurico decorando sua cadeira curul com tiras de couro, uma referência a um conhecido rumor que circulava na cidade de que o pai dele lhe batia com uma cinta de couro, o que era uma humilhação. Vácia Isáurico, como resposta, pediu a seu pai que lhe batesse ainda mais forte como demonstração de sua hombridade. No final, Célio teve que fugir de Roma e uniu-se a Tito Ânio Papiano Milão, que tramava uma insurreição contra César, mas os dois foram rapidamente capturados e executados.

## Segundo consulado (41 a.C.)
Em 46 a.C., Vácia governou a província da Ásia como procônsul e, durante seu mandato, Cícero lhe escreveu várias cartas.
Depois do assassinato de César, em 44 a.C., Vácia Isáurico se aliou ao Senado contra Marco Antônio e teve uma participação de destaque nos debates no Senado durante os combates em Mutina.
Quando Otaviano foi prometido a sua filha Servília, Isáurico fez as pazes com Marco Antônio e abandonou a causa do Senado. Por isto, seu nome não aparece nas listas de proscritos e Cícero o chama, em suas cartas a Bruto, de "Homo et furiosus insolens".
Quando se formou o Segundo Triunvirato, em 43 a.C., Otaviano rompeu seu noivado com Servília para casar-se com Clódia Pulcra, filha de Fúlvia, a terceira esposa de Marco Antônio. Como reparação, Vácia foi eleito cônsul em 41 a.C. com Lúcio Antônio, o irmão do triúnviro. Ele estava em Roma quando Lúcio se apoderou da cidade em sua luta contra Otaviano (Campanha de Perúsia), mas permaneceu neutro.